# Доуни, Джон, 5-й виконт Даун
Джон Кристофер Бертон Доуни, 5-й виконт Даун (англ. John Christopher Burton Dawnay, 5th Viscount Downe; 15 ноября 1764 — 18 февраля 1832) — британский политик и пэр. Он был известен как Достопочтенный Джон Доуни с 1764 по 1780 год.

## Биография
Родился 15 ноября 1764 года. Старший сын Джона Доуни, 4-го виконта Дауна (1728—1780), и его жены Лоры Бертон (? — 1812), дочери Уильяма Бертона из Лаффенема, Ратленд.
21 декабря 1780 года после смерти своего отца Джон Доуни унаследовал титул 5-го виконта Дауна (Пэрство Ирландии). Однако, поскольку это было ирландское пэрство, оно не давало ему права на место в английской Палате лордов .
Джон Доуни заседал в Палате общин Великобритании от Питерсфилда в 1787—1790 годах и от Вуттон-Бассета в 1790—1796 годах.
9 июня 1796 года для него был создан титул барона Доуни из Коуика в графстве Йоркшир (Пэрство Великобритании), что дало ему место в Палате лордов Великобритании.

## Личная жизнь
Лорд Даун был дважды женат. В первый раз он женился на дочери майора Джона Скотта из Балкони и Маргарет Дандас. После её смерти в 1798 году он женился во второй раз 31 декабря 1815 года на Луизе Мэри Уэлстед (? — 20 марта 1867), дочери Джорджа Уэлстеда из Эпсли, Сассекс. Детей от обоих браков не было.
Виконт Даун скончался в феврале 1832 года в возрасте 67 лет. Баронство Доуни умерло вместе с ним, а его ирландское виконтство унаследовал его младший брат, преподобный Уильям Генри Дауни.